# Donna Summer/Diskografie
Diese Diskografie ist eine Übersicht über die musikalischen Werke der US-amerikanischen Sängerin Donna Summer. Den Schallplattenauszeichnungen zufolge hat sie bisher mehr als 30,7 Millionen Tonträger verkauft, davon alleine in ihrer Heimat über 23,5 Millionen. Ihre erfolgreichste Veröffentlichung ist das Album On the Radio: Greatest Hits Volumes I & II mit über 2,2 Millionen verkauften Einheiten.
In den Vereinigten Staaten platzierten sich 22 Alben Summers in den Charts. Die Doppelalben Live and More, Bad Girls und On the Radio – Greatest Hits Volumes I & II erreichten jeweils die Spitzenposition. In Europa gehören I Remember Yesterday und Bad Girls zu den erfolgreichsten Tonträgern. Auch viele Singles waren international erfolgreich. Herausragende Nachfrage gab es bei Love to Love You Baby, I Feel Love, Hot Stuff, Bad Girls und No More Tears (Enough Is Enough), letzteres ist ein Duett mit Barbra Streisand.

## Alben

### Studioalben
| Jahr | Titel                        | Höchstplatzierung, Gesamtwochen, AuszeichnungChartplatzierungen (Jahr, Titel, Platzierungen, Wochen, Auszeichnungen, Anmerkungen) | Höchstplatzierung, Gesamtwochen, AuszeichnungChartplatzierungen (Jahr, Titel, Platzierungen, Wochen, Auszeichnungen, Anmerkungen) | Höchstplatzierung, Gesamtwochen, AuszeichnungChartplatzierungen (Jahr, Titel, Platzierungen, Wochen, Auszeichnungen, Anmerkungen) | Höchstplatzierung, Gesamtwochen, AuszeichnungChartplatzierungen (Jahr, Titel, Platzierungen, Wochen, Auszeichnungen, Anmerkungen) | Höchstplatzierung, Gesamtwochen, AuszeichnungChartplatzierungen (Jahr, Titel, Platzierungen, Wochen, Auszeichnungen, Anmerkungen) | Höchstplatzierung, Gesamtwochen, AuszeichnungChartplatzierungen (Jahr, Titel, Platzierungen, Wochen, Auszeichnungen, Anmerkungen) | Anmerkungen                                                                   |
| Jahr | Titel                        | DE | AT | CH | UK | US | R&B | Anmerkungen                                                                   |
| ---- | ---------------------------- | --- | --- | --- | --- | --- | --- | ----------------------------------------------------------------------------- |
| 1974 | Lady of the Night            | — | — | — | — | — | — | Erstveröffentlichung: 25. Februar 1974 nur in den Niederlanden veröffentlicht |
| 1975 | Love to Love You Baby        | DE23 (20 Wo.)DE | AT10 (4 Wo.)AT | — | UK16 Gold · (9 Wo.)UK | US11 Gold · (30 Wo.)US | R&B6 (25 Wo.)R&B | Erstveröffentlichung: 27. August 1975                                         |
| 1976 | A Love Trilogy               | DE24 (28 Wo.)DE | AT8 (12 Wo.)AT | — | UK41 Gold · (10 Wo.)UK | US21 Gold · (27 Wo.)US | R&B16 (22 Wo.)R&B | Erstveröffentlichung: 5. März 1976                                            |
| 1976 | Four Seasons of Love         | DE31 (6 Wo.)DE | — | — | UK— SilberUK | US29 Gold · (26 Wo.)US | R&B13 (20 Wo.)R&B | Erstveröffentlichung: 11. Oktober 1976                                        |
| 1977 | I Remember Yesterday         | DE7 (20 Wo.)DE | AT3 (20 Wo.)AT | — | UK3 Gold · (23 Wo.)UK | US18 Gold · (40 Wo.)US | R&B11 (28 Wo.)R&B | Erstveröffentlichung: 13. Mai 1977                                            |
| 1977 | Once Upon a Time             | — | — | — | UK24 Gold · (12 Wo.)UK | US26 Gold · (58 Wo.)US | R&B13 (26 Wo.)R&B | Erstveröffentlichung: 31. Oktober 1977                                        |
| 1979 | Bad Girls                    | DE7 (24 Wo.)DE | AT8 (12 Wo.)AT | — | UK23 Silber · (23 Wo.)UK | US1 ×2Doppelplatin · (49 Wo.)US                                                                                                   | R&B1 (45 Wo.)R&B | Erstveröffentlichung: 20. April 1979                                          |
| 1980 | The Wanderer                 | DE54 (5 Wo.)DE | — | — | UK55 (2 Wo.)UK | US13 Gold · (18 Wo.)US | R&B12 (15 Wo.)R&B | Erstveröffentlichung: 20. Oktober 1980                                        |
| 1982 | Donna Summer                 | DE37 (6 Wo.)DE | AT19 (2 Wo.)AT | — | UK13 (16 Wo.)UK | US20 Gold · (37 Wo.)US | R&B6 (38 Wo.)R&B | Erstveröffentlichung: 19. Juli 1982                                           |
| 1983 | She Works Hard for the Money | DE14 (15 Wo.)DE | — | CH23 (2 Wo.)CH | UK28 (5 Wo.)UK | US9 Gold · (32 Wo.)US | R&B5 (33 Wo.)R&B | Erstveröffentlichung: 13. Juni 1983                                           |
| 1984 | Cats Without Claws           | DE39 (4 Wo.)DE | — | CH13 (4 Wo.)CH | UK69 (2 Wo.)UK | US40 (17 Wo.)US | R&B24 (13 Wo.)R&B | Erstveröffentlichung: 4. September 1984                                       |
| 1987 | All Systems Go               | — | — | — | — | US122 (6 Wo.)US | R&B53 (5 Wo.)R&B | Erstveröffentlichung: 15. September 1987                                      |
| 1989 | Another Place and Time       | DE49 (23 Wo.)DE | — | CH23 (1 Wo.)CH | UK17 Gold · (28 Wo.)UK | US53 (20 Wo.)US | R&B71 (9 Wo.)R&B | Erstveröffentlichung: 20. März 1989                                           |
| 1991 | Mistaken Identity            | — | — | — | — | — | R&B97 (2 Wo.)R&B | Erstveröffentlichung: 23. August 1991                                         |
| 1996 | I’m a Rainbow                | — | — | — | — | — | — | Erstveröffentlichung: 20. August 1996 wurde bereits 1981 aufgenommen          |
| 2008 | Crayons                      | DE73 (1 Wo.)DE | — | CH85 (2 Wo.)CH | — | US17 (6 Wo.)US | R&B5 (14 Wo.)R&B | Erstveröffentlichung: 20. Mai 2008                                            |

grau schraffiert: keine Chartdaten aus diesem Jahr verfügbar

### Livealben
| Jahr | Titel                | Höchstplatzierung, Gesamtwochen, AuszeichnungChartplatzierungen (Jahr, Titel, Platzierungen, Wochen, Auszeichnungen, Anmerkungen) | Höchstplatzierung, Gesamtwochen, AuszeichnungChartplatzierungen (Jahr, Titel, Platzierungen, Wochen, Auszeichnungen, Anmerkungen) | Höchstplatzierung, Gesamtwochen, AuszeichnungChartplatzierungen (Jahr, Titel, Platzierungen, Wochen, Auszeichnungen, Anmerkungen) | Höchstplatzierung, Gesamtwochen, AuszeichnungChartplatzierungen (Jahr, Titel, Platzierungen, Wochen, Auszeichnungen, Anmerkungen) | Höchstplatzierung, Gesamtwochen, AuszeichnungChartplatzierungen (Jahr, Titel, Platzierungen, Wochen, Auszeichnungen, Anmerkungen) | Höchstplatzierung, Gesamtwochen, AuszeichnungChartplatzierungen (Jahr, Titel, Platzierungen, Wochen, Auszeichnungen, Anmerkungen) | Anmerkungen                           |
| Jahr | Titel                | DE | AT | CH | UK | US | R&B | Anmerkungen                           |
| ---- | -------------------- | --- | --- | --- | --- | --- | --- | ------------------------------------- |
| 1978 | Live and More        | — | — | — | UK16 Gold · (16 Wo.)UK | US1 Platin · (75 Wo.)US | — | Erstveröffentlichung: 31. August 1978 |
| 1999 | Live and More Encore | DE75 (1 Wo.)DE | — | — | — | US43 (13 Wo.)US | R&B33 (10 Wo.)R&B | Erstveröffentlichung: 6. Juni 1999    |

grau schraffiert: keine Chartdaten aus diesem Jahr verfügbar

### Kompilationen
| Jahr | Titel                                                                     | Höchstplatzierung, Gesamtwochen, AuszeichnungChartplatzierungen (Jahr, Titel, Platzierungen, Wochen, Auszeichnungen, Anmerkungen) | Höchstplatzierung, Gesamtwochen, AuszeichnungChartplatzierungen (Jahr, Titel, Platzierungen, Wochen, Auszeichnungen, Anmerkungen) | Höchstplatzierung, Gesamtwochen, AuszeichnungChartplatzierungen (Jahr, Titel, Platzierungen, Wochen, Auszeichnungen, Anmerkungen) | Höchstplatzierung, Gesamtwochen, AuszeichnungChartplatzierungen (Jahr, Titel, Platzierungen, Wochen, Auszeichnungen, Anmerkungen) | Höchstplatzierung, Gesamtwochen, AuszeichnungChartplatzierungen (Jahr, Titel, Platzierungen, Wochen, Auszeichnungen, Anmerkungen) | Höchstplatzierung, Gesamtwochen, AuszeichnungChartplatzierungen (Jahr, Titel, Platzierungen, Wochen, Auszeichnungen, Anmerkungen) | Anmerkungen                                                                              |
| Jahr | Titel                                                                     | DE | AT | CH | UK | US | R&B | Anmerkungen                                                                              |
| ---- | ------------------------------------------------------------------------- | --- | --- | --- | --- | --- | --- | ---------------------------------------------------------------------------------------- |
| 1977 | The Greatest Hits of Donna Summer                                         | — | — | — | UK4 Gold · (18 Wo.)UK | — | — | Erstveröffentlichung: 1977 nur in Europa veröffentlicht                                  |
| 1979 | On the Radio: Greatest Hits Volumes I & II                                | DE42 (1 Wo.)DE | — | — | UK24 Gold · (22 Wo.)UK | US1 ×2Doppelplatin · (40 Wo.)US                                                                                                   | R&B4 (30 Wo.)R&B | Erstveröffentlichung: 15. Oktober 1979                                                   |
| 1980 | Walk Away: Collector’s Edition (The Best of 1977–1980)                    | — | — | — | — | US50 (15 Wo.)US | R&B54 (6 Wo.)R&B | Erstveröffentlichung: 1980                                                               |
| 1990 | The Best of Donna Summer                                                  | DE76 (4 Wo.)DE | — | — | UK24 Gold · (9 Wo.)UK | — | — | Erstveröffentlichung: 1990 nur in Europa veröffentlicht                                  |
| 1994 | Endless Summer: Donna Summer’s Greatest Hits                              | — | — | — | UK37 Gold · (3 Wo.)UK | US90 (1 Wo.)US | — | Erstveröffentlichung: 4. Oktober 1994 in US erst posthum 2012 in den Charts              |
| 1998 | Greatest Hits                                                             | — | — | — | — | US194 (1 Wo.)US | — | Erstveröffentlichung: 1998 nur in den USA veröffentlicht erst posthum 2012 in den Charts |
| 2003 | The Journey: The Very Best of Donna Summer                                | — | — | CH68 (1 Wo.)CH | UK6 Gold · (12 Wo.)UK | US88 (6 Wo.)US | R&B65 (2 Wo.)R&B | Erstveröffentlichung: 30. September 2003 in CH erst posthum 2012 in den Charts           |
| 2003 | The Best of Donna Summer: 20th Century Masters: The Millennium Collection | — | — | — | — | US101 (10 Wo.)US | — | Erstveröffentlichung: 2003 nur in den USA veröffentlicht erst posthum 2012 in den Charts |
| 2016 | The Ultimate Collection                                                   | — | — | — | UK30 Gold · (6 Wo.)UK | — | — | Erstveröffentlichung: 18. November 2016                                                  |

grau schraffiert: keine Chartdaten aus diesem Jahr verfügbar
Weitere Kompilationen
- 1977: Greatest Hits
- 1978: Lo Mejor De Donna Summer Volume 1
- 1978: Lo Mejor De Donna Summer Volume 2
- 1985: The Summer Collection: Greatest Hits
- 1987: The Dance Collection: A Compilation of Twelve Inch Singles (UK: Silber)
- 1993: The Donna Summer Anthology (UK: Silber)
- 2005: Gold (UK: Gold)
- 2018: Summer - The Original Hits (UK: Silber)

### Remixalben
| Jahr | Titel                  | Höchstplatzierung, Gesamtwochen, AuszeichnungChartplatzierungen (Jahr, Titel, Platzierungen, Wochen, Auszeichnungen, Anmerkungen) | Höchstplatzierung, Gesamtwochen, AuszeichnungChartplatzierungen (Jahr, Titel, Platzierungen, Wochen, Auszeichnungen, Anmerkungen) | Höchstplatzierung, Gesamtwochen, AuszeichnungChartplatzierungen (Jahr, Titel, Platzierungen, Wochen, Auszeichnungen, Anmerkungen) | Höchstplatzierung, Gesamtwochen, AuszeichnungChartplatzierungen (Jahr, Titel, Platzierungen, Wochen, Auszeichnungen, Anmerkungen) | Höchstplatzierung, Gesamtwochen, AuszeichnungChartplatzierungen (Jahr, Titel, Platzierungen, Wochen, Auszeichnungen, Anmerkungen) | Höchstplatzierung, Gesamtwochen, AuszeichnungChartplatzierungen (Jahr, Titel, Platzierungen, Wochen, Auszeichnungen, Anmerkungen) | Anmerkungen                            |
| Jahr | Titel                  | DE | AT | CH | UK | US | R&B | Anmerkungen                            |
| ---- | ---------------------- | --- | --- | --- | --- | --- | --- | -------------------------------------- |
| 2013 | Love to Love You Donna | — | — | — | — | US97 (1 Wo.)US | R&B20 (2 Wo.)R&B | Erstveröffentlichung: 18. Oktober 2013 |

### Weihnachtsalben
- 1994: Christmas Spirit

## Singles

### Als Leadmusikerin
| Jahr | Titel Album                                                                  | Höchstplatzierung, Gesamtwochen, AuszeichnungChartplatzierungen (Jahr, Titel, Album, Platzierungen, Wochen, Auszeichnungen, Anmerkungen) | Höchstplatzierung, Gesamtwochen, AuszeichnungChartplatzierungen (Jahr, Titel, Album, Platzierungen, Wochen, Auszeichnungen, Anmerkungen) | Höchstplatzierung, Gesamtwochen, AuszeichnungChartplatzierungen (Jahr, Titel, Album, Platzierungen, Wochen, Auszeichnungen, Anmerkungen) | Höchstplatzierung, Gesamtwochen, AuszeichnungChartplatzierungen (Jahr, Titel, Album, Platzierungen, Wochen, Auszeichnungen, Anmerkungen) | Höchstplatzierung, Gesamtwochen, AuszeichnungChartplatzierungen (Jahr, Titel, Album, Platzierungen, Wochen, Auszeichnungen, Anmerkungen) | Höchstplatzierung, Gesamtwochen, AuszeichnungChartplatzierungen (Jahr, Titel, Album, Platzierungen, Wochen, Auszeichnungen, Anmerkungen) | Höchstplatzierung, Gesamtwochen, AuszeichnungChartplatzierungen (Jahr, Titel, Album, Platzierungen, Wochen, Auszeichnungen, Anmerkungen) | Anmerkungen | [↑]: gemeinsam behandelt mit vorhergehendem Eintrag; [←]: in beiden Charts platziert |
| Jahr | Titel Album                                                                  | DE | AT | CH | UK | US | R&B | Dance | Anmerkungen |                                                                                      |
| ---- | ---------------------------------------------------------------------------- | --- | --- | --- | --- | --- | --- | --- | --- | ------------------------------------------------------------------------------------ |
| 1974 | Lady of the Night                                                            | DE40 (7 Wo.)DE | AT6 (28 Wo.)AT | — | — | — | — | — | Erstveröffentlichung: 1974 |                                                                                      |
| 1975 | Love to Love You Baby                                                        | DE6 (7 Wo.)DE | AT9 (24 Wo.)AT | CH6 (10 Wo.)CH | UK4 (9 Wo.)UK | US2 Gold · (18 Wo.)US | R&B3 (13 Wo.)R&B | Dance1 (17 Wo.)Dance | Erstveröffentlichung: Juni 1975 |                                                                                      |
| 1976 | Could It Be Magic A Love Trilogy                                             | DE23 (10 Wo.)DE | AT14 (4 Wo.)AT | — | UK40 (7 Wo.)UK | US52 (5 Wo.)US | R&B21 (9 Wo.)R&B | Dance3 (7 Wo.)Dance | Erstveröffentlichung: 11. Januar 1976 Original: Barry Manilow (1973)                                                                                   |                                                                                      |
| 1976 | Try Me, I Know We Can Make It A Love Trilogy                                 | DE42 (5 Wo.)DE | — | — | — | US80 (4 Wo.)US | R&B35 (9 Wo.)R&B | Dance1 (19 Wo.)Dance | Erstveröffentlichung: 30. März 1976 |                                                                                      |
| 1976 | Wasted / Come with Me A Love Trilogy                                         | — | — | — | — | — | — | Dance7 (7 Wo.)Dance | Erstveröffentlichung: März 1976 |                                                                                      |
| 1976 | Spring Affair Four Seasons of Love                                           | — | — | — | — | US58 (8 Wo.)US | R&B24 (9 Wo.)R&B | Dance1 (20 Wo.)Dance | Erstveröffentlichung: 24. August 1976 |                                                                                      |
| 1976 | Winter Melody Four Seasons of Love                                           | — | — | — | UK27 (5 Wo.)UK | US43 (10 Wo.)US | R&B21 (12 Wo.)R&B[Dance: ↑] | Dance1 (20 Wo.)Dance | Erstveröffentlichung: 1. Dezember 1976 |                                                                                      |
| 1977 | I Feel Love I Remember Yesterday                                             | DE3 (21 Wo.)DE | AT1 (20 Wo.)AT | CH2 (9 Wo.)CH | UK1 Platin · (13 Wo.)UK | US6 Gold · (23 Wo.)US | R&B9 (19 Wo.)R&B | Dance3 (19 Wo.)Dance | Erstveröffentlichung: 12. Juni 1977 Platz 411 der Rolling-Stone-500 in UK 1977 und 2012 im Original sowie 1982 und 1995 als neue Version in den Charts |                                                                                      |
| 1977 | Down Deep Inside (Theme from ‘The Deep’) The Deep (Soundtrack)               | DE25 (9 Wo.)DE | — | — | UK5 Silber · (10 Wo.)UK | — | —[Dance: ↑] | Dance3 (19 Wo.)Dance | Erstveröffentlichung: 12. August 1977 |                                                                                      |
| 1977 | Can’t We Just Sit Down (And Talk It Over) I Remember Yesterday               | — | — | — | — | — | R&B20 (11 Wo.)R&B | Dance1 (24 Wo.)Dance | Erstveröffentlichung: 1. Mai 1977 |                                                                                      |
| 1977 | I Remember Yesterday                                                         | — | AT24 (4 Wo.)AT | — | UK14 (7 Wo.)UK | — | —[Dance: ↑] | Dance1 (24 Wo.)Dance | Erstveröffentlichung: 4. September 1977 |                                                                                      |
| 1977 | Love’s Unkind I Remember Yesterday                                           | DE18 (9 Wo.)DE | AT18 (8 Wo.)AT | — | UK3 Gold · (13 Wo.)UK | — | —[Dance: ↑] | Dance1 (24 Wo.)Dance | Erstveröffentlichung: 5. September 1977 |                                                                                      |
| 1977 | Back in Love Again I Remember Yesterday                                      | — | — | — | UK29 (7 Wo.)UK | — | —[Dance: ↑] | Dance1 (24 Wo.)Dance | Erstveröffentlichung: 4. April 1978 |                                                                                      |
| 1977 | I Love You Once Upon a Time                                                  | — | — | — | UK10 (9 Wo.)UK | US37 (11 Wo.)US | R&B28 (13 Wo.)R&B | Dance1 (21 Wo.)Dance | Erstveröffentlichung: 9. Dezember 1977 |                                                                                      |
| 1978 | Rumour Has It Once Upon a Time                                               | DE21 (7 Wo.)DE | — | — | UK19 (8 Wo.)UK | US53 (9 Wo.)US | R&B21 (11 Wo.)R&B[Dance: ↑] | Dance1 (21 Wo.)Dance | Erstveröffentlichung: 28. März 1978 |                                                                                      |
| 1978 | Last Dance Thank God It’s Friday (Soundtrack)                                | — | — | — | UK51 (9 Wo.)UK | US3 Gold · (21 Wo.)US | R&B5 (16 Wo.)R&B | Dance1 (22 Wo.)Dance | Erstveröffentlichung: Mai 1978 Oscar; 2 Grammys (R&B-Darbietung, Frau; R&B-Song)                                                                       |                                                                                      |
| 1978 | MacArthur Park Live and More                                                 | DE39 (9 Wo.)DE | — | — | UK5 Silber · (10 Wo.)UK | US1 Gold · (20 Wo.)US | R&B8 (15 Wo.)R&B | Dance1 (18 Wo.)Dance | Erstveröffentlichung: 24. September 1978 Original: Richard Harris (1968)                                                                               |                                                                                      |
| 1978 | Heaven Knows Live and More                                                   | — | — | — | UK34 (8 Wo.)UK | US4 Gold · (19 Wo.)US | R&B10 (14 Wo.)R&B | — | Erstveröffentlichung: 9. Dezember 1978 mit Brooklyn Dreams                                                                                             |                                                                                      |
| 1979 | Hot Stuff Bad Girls                                                          | DE5 (22 Wo.)DE | AT3 (20 Wo.)AT | CH1 (16 Wo.)CH | UK11 Gold · (10 Wo.)UK | US1 Platin · (21 Wo.)US | R&B3 (14 Wo.)R&B | Dance1 (24 Wo.)Dance | Erstveröffentlichung: 4. April 1979 Platz 103 der Rolling-Stone-500 Grammy (Rock-Darbietung, Frau)                                                     |                                                                                      |
| 1979 | Bad Girls                                                                    | DE9 (15 Wo.)DE | AT23 (4 Wo.)AT | CH5 (11 Wo.)CH | UK14 Silber · (10 Wo.)UK | US1 Platin · (20 Wo.)US | R&B1 (19 Wo.)R&B[Dance: ↑] | Dance1 (24 Wo.)Dance | Erstveröffentlichung: Mai 1979 |                                                                                      |
| 1979 | Dim All the Lights Bad Girls                                                 | DE25 (8 Wo.)DE | — | — | UK29 (9 Wo.)UK | US2 Gold · (21 Wo.)US | R&B13 (14 Wo.)R&B | Dance54 (7 Wo.)Dance | Erstveröffentlichung: August 1979 |                                                                                      |
| 1979 | No More Tears (Enough Is Enough) On the Radio: Greatest Hits Volumes I & II  | DE31 (11 Wo.)DE | AT16 (8 Wo.)AT | CH11 (4 Wo.)CH | UK3 Silber · (13 Wo.)UK | US1 Platin + Gold (Physisch) · (15 Wo.)US                                                                                                | R&B20 (12 Wo.)R&B | Dance1 (17 Wo.)Dance | Erstveröffentlichung: Oktober 1979 mit Barbra Streisand                                                                                                |                                                                                      |
| 1979 | On the Radio On the Radio: Greatest Hits Volumes I & II / Foxes (Soundtrack) | DE34 (10 Wo.)DE | — | — | UK32 (6 Wo.)UK | US5 Gold · (17 Wo.)US | R&B9 (13 Wo.)R&B | Dance8 (17 Wo.)Dance | Erstveröffentlichung: 23. November 1979 |                                                                                      |
| 1980 | Sunset People Bad Girls                                                      | — | — | — | UK46 (5 Wo.)UK | — | — | — | Erstveröffentlichung: 11. Juli 1980 |                                                                                      |
| 1980 | Walk Away Walk Away: Collector’s Edition (The Best of 1977–1980)             | — | — | — | — | US36 (11 Wo.)US | R&B35 (10 Wo.)R&B | — | Erstveröffentlichung: Juli 1980 |                                                                                      |
| 1980 | The Wanderer                                                                 | — | — | — | UK48 (6 Wo.)UK | US3 Gold · (20 Wo.)US | R&B13 (16 Wo.)R&B | Dance8 (22 Wo.)Dance | Erstveröffentlichung: 1. September 1980 |                                                                                      |
| 1980 | Cold Love The Wanderer                                                       | — | — | — | UK44 (3 Wo.)UK | US33 (12 Wo.)US | —[Dance: ↑] | Dance8 (22 Wo.)Dance | Erstveröffentlichung: November 1980 |                                                                                      |
| 1981 | Who Do You Think You’re Foolin’ The Wanderer                                 | — | — | — | — | US40 (11 Wo.)US | —[Dance: ↑] | Dance8 (22 Wo.)Dance | Erstveröffentlichung: Februar 1981 |                                                                                      |
| 1982 | Love Is in Control (Finger on the Trigger) Donna Summer                      | — | — | CH5 (7 Wo.)CH | UK18 (11 Wo.)UK | US10 (18 Wo.)US | R&B4 (17 Wo.)R&B | Dance3 (19 Wo.)Dance | Erstveröffentlichung: 1. Juni 1982 |                                                                                      |
| 1982 | State of Independence Donna Summer                                           | — | — | — | UK14 (15 Wo.)UK | US41 (10 Wo.)US | R&B31 (10 Wo.)R&B | — | Erstveröffentlichung: 1982 Original: Jon & Vangelis in UK 1982 im Original sowie 1990 und 1996 als Remix in den Charts                                 |                                                                                      |
| 1982 | I Feel Love (Patrick Cowley Remixes) –                                       | — | — | — | UK21 (10 Wo.)UK | — | — | — | Erstveröffentlichung: 1982 |                                                                                      |
| 1982 | The Woman in Me Donna Summer                                                 | — | — | — | UK62 (3 Wo.)UK | US33 (16 Wo.)US | R&B30 (17 Wo.)R&B | — | Erstveröffentlichung: Dezember 1982 |                                                                                      |
| 1983 | She Works Hard for the Money                                                 | DE11 (17 Wo.)DE | — | CH10 (4 Wo.)CH | UK25 (8 Wo.)UK | US3 (21 Wo.)US | R&B1 (19 Wo.)R&B | Dance3 (15 Wo.)Dance | Erstveröffentlichung: 10. Mai 1983 Platz 334 der Songs of the Century (Liste 2001)                                                                     |                                                                                      |
| 1983 | Unconditional Love She Works Hard for the Money                              | — | — | — | UK14 (13 Wo.)UK | US43 (8 Wo.)US | — | — | Erstveröffentlichung: August 1983 |                                                                                      |
| 1983 | Love Has a Mind of Its Own She Works Hard for the Money                      | — | — | — | — | US70 (4 Wo.)US | R&B35 (13 Wo.)R&B | — | Erstveröffentlichung: Dezember 1983 |                                                                                      |
| 1983 | Stop, Look and Listen She Works Hard for the Money                           | — | — | — | UK57 (3 Wo.)UK | — | — | — | Erstveröffentlichung: 1983 |                                                                                      |
| 1984 | There Goes My Baby Cats Without Claws                                        | — | — | — | UK99 (1 Wo.)UK | US21 (14 Wo.)US | R&B20 (13 Wo.)R&B | — | Erstveröffentlichung: 5. Juli 1984 |                                                                                      |
| 1984 | Supernatural Love Cats Without Claws                                         | — | — | — | — | US75 (5 Wo.)US | R&B51 (9 Wo.)R&B | Dance39 (8 Wo.)Dance | Erstveröffentlichung: 23. Oktober 1984 |                                                                                      |
| 1985 | Eyes Cats Without Claws                                                      | — | — | — | UK97 (1 Wo.)UK | — | — | — | Erstveröffentlichung: 14. Mai 1985 |                                                                                      |
| 1987 | Dinner with Gershwin All Systems Go                                          | — | — | — | UK13 (13 Wo.)UK | US48 (11 Wo.)US | R&B10 (14 Wo.)R&B | Dance13 (8 Wo.)Dance | Erstveröffentlichung: 14. August 1987 |                                                                                      |
| 1988 | All Systems Go                                                               | — | — | — | UK54 (3 Wo.)UK | — | — | — | Erstveröffentlichung: Januar 1988 |                                                                                      |
| 1989 | This Time I Know It’s for Real Another Place and Time                        | DE15 (19 Wo.)DE | — | — | UK3 Silber · (14 Wo.)UK | US7 Gold · (17 Wo.)US | — | Dance5 (10 Wo.)Dance | Erstveröffentlichung: 13. Februar 1989 |                                                                                      |
| 1989 | I Don’t Wanna Get Hurt Another Place and Time                                | DE25 (13 Wo.)DE | — | — | UK7 (9 Wo.)UK | — | — | — | Erstveröffentlichung: 15. Mai 1989 |                                                                                      |
| 1989 | Love’s About to Change My Heart Another Place and Time                       | — | — | — | UK20 (6 Wo.)UK | US85 (3 Wo.)US | — | Dance3 (11 Wo.)Dance | Erstveröffentlichung: 14. August 1989 |                                                                                      |
| 1989 | Breakaway The Best of Donna Summer                                           | — | — | — | UK49 (4 Wo.)UK | — | — | — | Erstveröffentlichung: Oktober 1989 |                                                                                      |
| 1989 | When Love Takes Over You Another Place and Time                              | — | — | — | UK72 (2 Wo.)UK | — | — | — | Erstveröffentlichung: 13. November 1989 |                                                                                      |
| 1991 | When Love Cries Mistaken Identity                                            | — | — | — | — | US77 (5 Wo.)US | R&B18 (11 Wo.)R&B | — | Erstveröffentlichung: August 1991 |                                                                                      |
| 1991 | Work That Magic Mistaken Identity                                            | — | — | — | UK74 (1 Wo.)UK | — | — | — | Erstveröffentlichung: 18. November 1991 |                                                                                      |
| 1994 | Melody of Love (Wanna Be Loved) Endless Summer: Donna Summer’s Greatest Hits | — | — | — | UK21 (5 Wo.)UK | — | — | Dance1 (15 Wo.)Dance | Erstveröffentlichung: 31. Oktober 1994 |                                                                                      |
| 1995 | I Feel Love (Remixes) –                                                      | — | — | — | UK8 (6 Wo.)UK | — | — | — | Erstveröffentlichung: 1995 |                                                                                      |
| 1998 | Carry On (Remix) –                                                           | — | — | — | UK65 (2 Wo.)UK | — | — | Dance25 (9 Wo.)Dance | Erstveröffentlichung: 1998 mit Giorgio Moroder Grammy (Dance-Aufnahme)                                                                                 |                                                                                      |
| 1999 | I Will Go with You (Con te partirò) Live and More Encore                     | — | — | — | UK44 (2 Wo.)UK | US79 (9 Wo.)US | — | Dance1 (14 Wo.)Dance | Erstveröffentlichung: 1999 Original: Andrea Bocelli (1996)                                                                                             |                                                                                      |
| 1999 | Love Is the Healer Live and More Encore                                      | — | — | — | — | — | — | Dance1 (13 Wo.)Dance | Erstveröffentlichung: 1999 |                                                                                      |
| 2000 | The Power of One Pokémon 2000: The Power of One (Soundtrack)                 | — | — | — | — | — | — | Dance2 (13 Wo.)Dance | Erstveröffentlichung: 11. Juli 2000 |                                                                                      |
| 2005 | I Got Your Love The Best of Donna Summer Volume 2                            | — | — | — | — | — | — | Dance4 (14 Wo.)Dance | Erstveröffentlichung: 20. Dezember 2005 |                                                                                      |
| 2008 | I’m a Fire Crayons                                                           | — | — | — | — | — | — | Dance1 (11 Wo.)Dance | Erstveröffentlichung: 11. März 2008 |                                                                                      |
| 2008 | Stamp Your Feet Crayons                                                      | DE88 (1 Wo.)DE | — | — | — | — | — | Dance1 (12 Wo.)Dance | Erstveröffentlichung: 15. April 2008 |                                                                                      |
| 2008 | Fame (The Game) Crayons                                                      | — | — | — | — | — | — | Dance1 (12 Wo.)Dance | Erstveröffentlichung: 18. November 2008 |                                                                                      |
| 2010 | To Paris with Love –                                                         | — | — | — | — | — | — | Dance1 (12 Wo.)Dance | Erstveröffentlichung: 9. August 2010 |                                                                                      |
| 2018 | Hot Stuff 2018 –                                                             | — | — | — | — | — | — | Dance1 (10 Wo.)Dance | Erstveröffentlichung: 23. März 2018 |                                                                                      |
| 2020 | Hot Stuff –                                                                  | DE74 (1 Wo.)DE | — | CH27 (4 Wo.)CH | — | — | — | — | Erstveröffentlichung: 18. September 2020 mit Kygo |                                                                                      |

Weitere Singles
- 1968: Wassermann (als Donna Gaines und Ensemble; Debütsingle, aus der deutschen Version des Musicals Hair)
- 1969: If You Walkin’ Alone (als Donna Gains)
- 1971: Sally Go ’Round the Roses (als Donna Gaines)
- 1974: Denver Dream
- 1974: The Hostage
- 1975: Virgin Mary
- 1977: Shut Out (mit Paul Jabara)
- 1978: Je t’aime … moi non plus
- 1980: Our Love
- 1983: Protection
- 1983: People, People
- 1983: He’s a Rebel
- 1987: Only the Fool Survives (mit Mickey Thomas)
- 1988: Fascination
- 1989: Spirit of the Forest
- 1993: La vie en rose
- 1994: Any Way at all
- 1996: Whenever There Is Love (mit Bruce Roberts)
- 1999: Last Dance
- 2008: It’s Only Love
- 2013: Love Is in Control (Finger on the Trigger) (Chromeo & Oliver Remix)

### Als Gastmusikerin
- 1992: Carry On (Giorgio Moroder feat. Donna Summer)
- 2012: Angel (O’Mega Red feat. Donna Summer)

## Videoalben und Musikvideos

### Videoalben
- 1983: A Hot Summer Night with Donna
- 1994: Endless Summer: Donna Summer’s Greatest Hits
- 1999: Live & More Encore
- 2011: David Foster & Friends: Hit Man Returns

### Musikvideos
- 1980: The Wanderer
- 1982: Love Is in Control (Finger on the Trigger)
- 1982: State of Independence
- 1983: The Woman in Me
- 1983: Romeo (ohne Donna Summer, aus dem Film Flashdance)
- 1983: She Works Hard for the Money
- 1983: Unconditional Love (mit Musical Youth)
- 1984: There Goes My Baby
- 1984: Supernatural Love
- 1987: Dinner with Gershwin
- 1987: All Systems Go
- 1989: Spirit of the Forest (im Chor; Wohltätigkeitssong für den Schutz des Regenwaldes)
- 1989: This Time I Know It’s for Real
- 1989: I Don’t Wanna Get Hurt (ohne Donna Summer)
- 1989: Love’s About to Change My Heart
- 1989: When Love Takes over You
- 1991: Work That Magic
- 1994: Melody of Love (Wanna Be Loved)
- 1994: I Feel Love (Neuaufnahme, ohne Donna Summer)
- 1996: Whenever There Is Love (mit Bruce Roberts; aus dem Film Daylight, 3 Versionen)
- 1999: I Will Go with You (Con te partirò) (2 Versionen)
- 2008: Stamp Your Feet
- 2008: Mr. Music
- 2008: The Queen Is Back
- 2009: Fame (The Game) (2 Versionen)
- 2013: Love Is in Control (Finger on the Trigger) – (Remix)
- 2013: Love to Love You Baby (Remix)

## Boxsets
- 2015: Singles … Driven by the Music (Box mit 24 Single- und Maxi-CDs)

## Promoveröffentlichungen
Promo-Singles

| Jahr | Titel Album                                                                            | Höchstplatzierung, Gesamtwochen, AuszeichnungChartplatzierungen (Jahr, Titel, Album, Platzierungen, Wochen, Auszeichnungen, Anmerkungen) | Höchstplatzierung, Gesamtwochen, AuszeichnungChartplatzierungen (Jahr, Titel, Album, Platzierungen, Wochen, Auszeichnungen, Anmerkungen) | Höchstplatzierung, Gesamtwochen, AuszeichnungChartplatzierungen (Jahr, Titel, Album, Platzierungen, Wochen, Auszeichnungen, Anmerkungen) | Höchstplatzierung, Gesamtwochen, AuszeichnungChartplatzierungen (Jahr, Titel, Album, Platzierungen, Wochen, Auszeichnungen, Anmerkungen) | Höchstplatzierung, Gesamtwochen, AuszeichnungChartplatzierungen (Jahr, Titel, Album, Platzierungen, Wochen, Auszeichnungen, Anmerkungen) | Höchstplatzierung, Gesamtwochen, AuszeichnungChartplatzierungen (Jahr, Titel, Album, Platzierungen, Wochen, Auszeichnungen, Anmerkungen) | Höchstplatzierung, Gesamtwochen, AuszeichnungChartplatzierungen (Jahr, Titel, Album, Platzierungen, Wochen, Auszeichnungen, Anmerkungen) | Anmerkungen                                                    |
| Jahr | Titel Album                                                                            | DE | AT | CH | UK | US | R&B | Dance | Anmerkungen                                                    |
| ---- | -------------------------------------------------------------------------------------- | --- | --- | --- | --- | --- | --- | --- | -------------------------------------------------------------- |
| 2003 | You’re so Beautiful (The Ultimate Club Mix) The Journey: The Very Best of Donna Summer | — | — | — | — | — | — | Dance5 (15 Wo.)Dance | Erstveröffentlichung: 2003                                     |
| 2004 | Dream-a-Lot’s Theme (I Will Live for Love) The Journey: The Very Best of Donna Summer  | — | — | — | — | — | — | Dance20 (10 Wo.)Dance | Erstveröffentlichung: 2004                                     |
| 2005 | Power of Love So Amazing: An All-Star Tribute to Luther Vandross                       | — | — | — | — | — | — | Dance43 (4 Wo.)Dance | Erstveröffentlichung: 2005                                     |
| 2013 | MacArthur Park (Laidback Luke Remix) Love to Love You Donna                            | — | — | — | — | — | — | Dance1 (11 Wo.)Dance | Erstveröffentlichung: 2013                                     |
| 2017 | Enough Is Enough 2017 The Music... The Mem'ries... The Magic!: Live in Concert         | — | — | — | — | — | — | Dance3 (13 Wo.)Dance | Erstveröffentlichung: 2017 Barbra Streisand feat. Donna Summer |

## Statistik

### Chartauswertung
|                     | DE     | AT    | CH    | UK     | US     | R&B      |
| ------------------- | ------ | ----- | ----- | ------ | ------ | -------- |
| Nummer-eins-Alben   | DE—DE  | AT—AT | CH—CH | UK—UK  | US3US  | R&B1R&B  |
| Top-10-Alben        | DE2DE  | AT4AT | CH—CH | UK3UK  | US4US  | R&B7R&B  |
| Alben in den Charts | DE14DE | AT5AT | CH5CH | UK16UK | US22US | R&B20R&B |

|                       | DE     | AT    | CH    | UK     | US     | R&B      | Dance        |
| --------------------- | ------ | ----- | ----- | ------ | ------ | -------- | ------------ |
| Nummer-eins-Singles   | DE—DE  | AT1AT | CH1CH | UK1UK  | US4US  | R&B2R&B  | Dance19Dance |
| Top-10-Singles        | DE4DE  | AT4AT | CH6CH | UK10UK | US14US | R&B11R&B | Dance27Dance |
| Singles in den Charts | DE18DE | AT9AT | CH8CH | UK42UK | US33US | R&B28R&B | Dance35Dance |

### Auszeichnungen für Musikverkäufe
| Goldene Schallplatte - Brasilien - 1998: für das Album The Best of Donna Summer - Frankreich - 1976: für das Album A Love Trilogy - 1976: für das Album Love to Love You Baby - 1977: für das Album Four Seasons of Love - 1977: für das Album I Remember Yesterday - 1978: für das Album Once Upon a Time - 1984: für das Album I’m a Rainbow - 1984: für das Album She Works Hard for the Money - 1994: für das Album The Summer Anthologie - 1997: für das Album Endless Summer - Italien - 2021: für die Single Hot Stuff - Kanada - 1976: für die Single Love to Love You Baby - 1978: für die Single Last Dance - 1978: für die Single MacArthur Park - 1978: für das Album Once Upon a Time - 1979: für die Single Heaven Knows - 1979: für die Single No More Tears (Enough Is Enough) - 1983: für die Single She Works Hard for the Money - 1983: für das Album She Works Hard for the Money - Neuseeland - 1979: für das Album Bad Girls - 1979: für das Album Live and More - 1979: für die Single MacArthur Park - 1979: für die Single Hot Stuff - 1980: für das Album The Wanderer - 1995: für das Album Endless Summer: Donna Summer’s Greatest Hits - Philippinen - 1977: für die Single Try Me, I Know We Can Make It - Russland - 2008: für das Album Crayons - Spanien - 2024: für die Single Hot Stuff | Platin-Schallplatte - Kanada - 1977: für die Single I Feel Love - 1979: für das Album On the Radio: Greatest Hits Volumes I & II - 1979: für die Single Bad Girls - 1979: für die Single Hot Stuff - Neuseeland - 1979: für das Album On the Radio: Greatest Hits Volumes I & II - Niederlande - 1984: für das Album Donna Summer - Philippinen - 1977: für das Album A Love Trilogy - 1977: für die Single Could It Be Magic - Spanien - 1999: für das Album VH-1 Presents Donna Summer: Live and More Encore! 2× Platin-Schallplatte - Kanada - 1979: für das Album Live and More - 1979: für das Album Bad Girls |

Anmerkung: Auszeichnungen in Ländern aus den Charttabellen bzw. Chartboxen sind in ebendiesen zu finden.
| Land/RegionAuszeichnungen für Musikverkäufe (Land/Region, Auszeichnungen, Verkäufe, Quellen) | Silber       | Gold       | Platin       | Verkäufe   | Quellen                   |
| -------------------------------------------------------------------------------------------- | ------------ | ---------- | ------------ | ---------- | ------------------------- |
| Brasilien (PMB)                                                                              | —            | Gold1      | —            | 100.000    | pro-musicabr.org.br       |
| Frankreich (SNEP)                                                                            | —            | 9× Gold9   | —            | 900.000    | infodisc.fr               |
| Italien (FIMI)                                                                               | —            | Gold1      | —            | 35.000     | fimi.it                   |
| Kanada (MC)                                                                                  | —            | 8× Gold8   | 8× Platin8   | 1.200.000  | musiccanada.com           |
| Neuseeland (RMNZ)                                                                            | —            | 6× Gold6   | Platin1      | 77.500     | aotearoamusiccharts.co.nz |
| Niederlande (NVPI)                                                                           | —            | —          | Platin1      | 100.000    | nvpi.nl                   |
| Philippinen (PARI)                                                                           | —            | Gold1      | 2× Platin2   | 240.000    | Einzelnachweise           |
| Russland (NFPF)                                                                              | —            | Gold1      | —            | 10.000     | 2m-online.ru              |
| Spanien (Promusicae)                                                                         | —            | Gold1      | Platin1      | 130.000    | elportaldemusica.es       |
| Vereinigte Staaten (RIAA)                                                                    | —            | 18× Gold18 | 8× Platin8   | 23.500.000 | riaa.com                  |
| Vereinigtes Königreich (BPI)                                                                 | 12× Silber12 | 14× Gold14 | Platin1      | 4.420.000  | bpi.co.uk                 |
| Insgesamt                                                                                    | 12× Silber12 | 60× Gold60 | 22× Platin22 |            |                           |